# Neorautanenia
Neorautanenia es un género de fanerógamas con doce especies perteneciente a la familia Fabaceae.

## Especies
- Neorautanenia amboensis
- Neorautanenia brachypus
- Neorautanenia coriacea
- Neorautanenia deserticola
- Neorautanenia edulis
- Neorautanenia ficifolia
- Neorautanenia lugardii
- Neorautanenia mitis
- Neorautanenia orbicularis
- Neorautanenia pseudopachyrrhiza
- Neorautanenia rogersii
- Neorautanenia seineri